# Алексієвка (Молчановський район)
Алексі́євка (рос. Алексеевка) — присілок у складі Молчановського району Томської області, Росія. Входить до складу Молчановського сільського поселення.

## Населення
Населення — 20 осіб (2010; 68 у 2002).
Національний склад (станом на 2002 рік):
- росіяни — 97 %